# Генерал Рябиков
«Генерал Рябиков» — морской транспорт вооружения проекта 323В Черноморского флота ВМФ СССР и ВМФ России.

## ТТХ
Морские транспорты вооружения проекта 323В появились с развитием океанского ВМФ СССР с принятием на вооружение ракетного оружия в сочетании с требованием снабжения этим оружием кораблей в отдалённых пунктах рассредоточенного базирования. Суда проекта предназначались для хранения, приготовления, транспортировки и выдачи на боевые корабли ракет различного назначения и других боеприпасов. Применялся также термин плавучая ракетно-техническая база.
- Водоизмещение: 3000 (4100) т.
- Размеры: длина — 112,8 м, ширина — 15,5 м, осадка — 4,15 м.
- Скорость полного хода: 13 узлов.
- Дальность плавания: 2000 миль при 10 узлах.
- Силовая установка: 2 дизеля по 2000 л. с.
- Грузоподъемность: 300 т.
- Вооружение: 1х2 57-мм АК-725 (снята 01.1999 г., вновь установлена в 2007 году).
- Экипаж: 154 чел[1].

## Служба

### ВМФ СССР
Морской транспорт вооружения «Генерал Рябиков» проекта 323В был построен в декабре 1978 года в Николаеве на ССЗ № 444 им. И. Носенко (заводской номер № 627), принят в состав Черноморского флота 6.03.1979 года.
Судно названо в честь Рябикова Василия Михайловича -  первого заместителя министра вооружений СССР, генерал-полковника-инженера, Героя Социалистического Труда.
Бортовые номера  867, 155(1980).
В составе 9-й бригады судов обеспечения ЧФ.
Длительное время МТВ «Генерал Рябиков» выполнял задачи боевой службы в интересах 5-й Средиземноморской эскадры кораблей ВМФ. В период с 1979 по 1986 годы «Генерал Рябиков» неоднократно находился на боевой службе в Средиземном море, пройдя за это время 48989 миль, систематически совершал заходы в порты Тартус, Латакия и Александрия.
В 1988 году «Генерал Рябиков» принимал участие в учении «Осень-88».

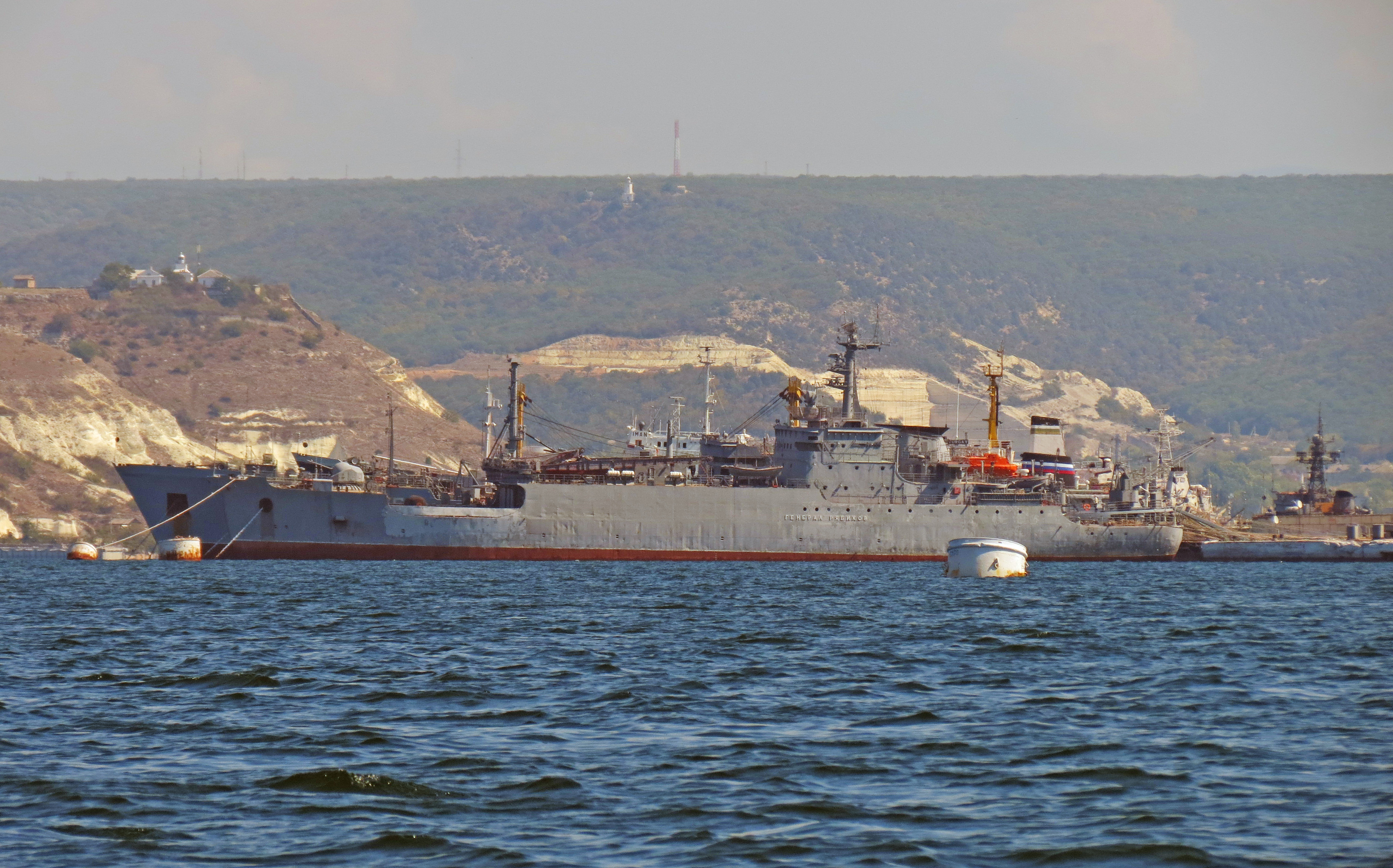
Морской транспорт вооружения «Генерал Рябиков», 14.09.2012 Севастополь

### ВМФ России
При разделе флота достался российской стороне. В конце 1997 года, в соответствии с планами реформирования Вооружённых Сил, на корабле была проведена реорганизация. Корабль перевели на штат с гражданским экипажем.
IMO 4622260.
В августе 2008 года экипаж МТВ «Генерал Рябиков» выполнил специальные задачи в российском вторжении в Грузию и был отмечен благодарностью Верховного Главнокомандующего Вооружёнными Силами Российской Федерации.
В июле 2010 года участник парада по случаю Дня ВМФ России.
С 2011 года в составе 205-го отряда центра материально-технического обеспечения Черноморского флота. В море более не выходил.
МТВ «Генерал Рябиков» был исключен из списков флота в декабре 2020 года. В сентябре 2021 года был отбуксирован в район Нефтяной гавани в Севастополе для разделки на металл.

## Командиры и капитаны
командиры:
- капитан 3-го ранга Комельков Игорь Анатольевич 1977—1983 гг.
- капитан 3-го ранга Васильев Борис Викторович 1983—1986 гг.
- капитан 3-го ранга Лесной Сергей Михайлович 1986—1988 гг.
- капитан 3-го ранга Савищенко Станислав Михайлович1988-1989 гг.
- капитан 3-го ранга Пузиков Павел Александрович 1989—1992 гг.
- капитан 3-го ранга Крикун Сергей Степанович 1993—1995 гг.
- капитан 3-го ранга Бородавкин Александр Васильевич 1995—1997 гг.

капитаны*
- капитан Обушко Александр Петрович 1997- ?.
- капитан Головин Александр Алексеевич[1].